# Ambialet
Ambialet és un municipi occità del País d'Albi, en el Llenguadoc, de la regió d'Occitània, departament del Tarn, districte d'Albí i cantó de Vilafranca de l'Albigés. La seva població actual és d'uns 500 habitants.

## Demografia
Creació del municipi del Fraisse en 1937.
| 1821                                       | 1962 | 1968 | 1975 | 1982 | 1990 | 1999 | 2006 | 2019 |
| ------------------------------------------ | ---- | ---- | ---- | ---- | ---- | ---- | ---- | ---- |
| 3427                                       | 483  | 470  | 444  | 405  | 386  | 381  | 439  | 467  |
| Des de 1962: població sense dobles comptes |      |      |      |      |      |      |      |      |

## Administració
| Període   | Identitat           | Partit |
| --------- | ------------------- | ------ |
| 2001-2008 | Jacques Garrier     |        |
| 2008-2020 | Jean-Pierre Lefloch |        |
| 2020-     | Florence Durand     |        |

## Història
Poblada pels gals, Ambialet fou ocupada pels romans vers el 56 aC.
A l'època feudal el pagus va quedar en mans del vescomte d'Albi, Ató I el Vell (918-937), que va agafar el títol de vescomte d'Ambialet i hi va edificar una fortalesa que fou una de les principals del vescomtat d'Albi als segles x i xi. El vescomtat d'Albi va esdevenir un gran estat feudal pels encertats enllaços matrimonials de la dinastia dels Trencavell, i va abraçar també Besiers, Nimes, Rasès i Carcassona i d'altres pagus, i fou feudatària dels comtes de Barcelona.
El 1209 Ambialet i quasi tots els dominis del vescomte d'Albi van caure en mans de Simó de Montfort. Ramon Trencavell III va recuperar els dominis el 1224 però els va perdre el 1227 i pel tractat de París (o París-Meaux) del 1229 Ambialet va ser cedit en feu a Felip de Montfort, nebot de Simó de Montfort juntament amb Castres. Aquestos feus van passar a Alfons de Poitiers a la mort del qual van passar a la corona francesa el 1271.
A final del segle xiv el vescomtat fou donat en feu a la família de Castelpers. El castell fou ocupat pels hugonots el 1563 i 1568. El 1762 els Castelpers van vendre el feu al baró de Lormet que el va perdre a la revolució del 1789.
A l'entorn del 1900 es va construir un túnel i una via fèrria que van treure la zona del seu aïllament, després d'un segle de pèrdua de població.

## Monuments i llocs d'interès
- Ambialet le bas, seu del vescomtat
- Església de Sant Gil, del segle xiv, abandonada el 1853 i restaurada a partir de 1996
- Església de la Mare de Déu de la Pregària (segle xi)
- Església de la Mare de Déu de la Capella (segle xv)
- Mirador de Sant Rafel
- Castell
- Soterrani d'Oubieges, descobert el 1959 i d'origen medieval